# Born to Beat
Born to Beat – debiutancki minialbum południowokoreańskiej grupy BtoB, wydany 21 marca 2012 roku przez Cube Entertainment. Płytę promowały dwa utwory – „Insane” (kor. 비밀 (Insane)) oraz „Imagine”. Sprzedał się w nakładzie 19 641 egzemplarzy w Korei Południowej (stan na marzec 2019).

## Tło i wydanie
W marcu 2012 roku BtoB zorganizowali Premium Launching Show, podczas którego zaprezentowali dwa główne single z płyty: „Imagine” (utwór balladowy) i „Insane” (kor. 비밀 (Insane)) (utwór taneczny).
18 i 19 marca 2012 roku na swoim kanale YouTube zespół opublikował dwa zwiastuny singli, a 22 marca grupa zadebiutowała na żywo w programie M Countdown.
23 maja 2012 roku ukazała się specjalna edycja tego minialbumu, pt. Born To Beat (Asia Special Edition), z dodatkiem dwóch utworów, w tym nowego singla „Irresistible Lips” (kor. 그 입술을 뺏었어).

## Lista utworów
| CD | CD                                    | CD                                                   | CD                                            | CD                                            | CD      |
| Nr | Tytuł utworu                          | Tekst                                                | Kompozycja                                    | Aranżacja                                     | Długość |
| -- | ------------------------------------- | ---------------------------------------------------- | --------------------------------------------- | --------------------------------------------- | ------- |
| 1. | „Born TO Beat”                        | Seo Je-woo, Seo Yong-bae, Jung Il-hoon               | Seo Je-woo, Seo Yong-bae, Jung Il-hoon        | Seo Je-woo, Seo Yong-bae                      | 1:25    |
| 2. | „Bimil (Insane)” (kor. 비밀 (Insane)) | Seo Je-woo, Seo Yong-bae, Jung Il-hoon, Lee Min-hyuk | Seo Je-woo, Seo Yong-bae, Jung Il-hoon        | Seo Je-woo, Seo Yong-bae                      | 3:37    |
| 3. | „Imagine”                             | Seo Je-woo, Seo Yong-bae, Jung Il-hoon               | Seo Je-woo, Seo Yong-bae, Jung Il-hoon        | Seo Je-woo, Seo Yong-bae                      | 3:44    |
| 4. | „Monday To Sunday”                    | Dru Scott, Fredrik Thomander, Jörgen Elofsson        | Dru Scott, Fredrik Thomander, Jörgen Elofsson | Dru Scott, Fredrik Thomander, Jörgen Elofsson | 3:11    |

Asia Special Edition
| CD | CD                                                                         | CD                                                   | CD                                            | CD                                            | CD      |
| Nr | Tytuł utworu                                                               | Tekst                                                | Kompozycja                                    | Aranżacja                                     | Długość |
| -- | -------------------------------------------------------------------------- | ---------------------------------------------------- | --------------------------------------------- | --------------------------------------------- | ------- |
| 1. | „Born TO Beat”                                                             | Seo Je-woo, Seo Yong-bae, Jung Il-hoon               | Seo Je-woo, Seo Yong-bae, Jung Il-hoon        | Seo Je-woo, Seo Yong-bae                      | 1:25    |
| 2. | „Geu Ibsuleul Ppaeseosseo” (kor. 그 입술을 뺏었어, ang. Irresistible Lips) | Wheesung                                             | Seo Je-woo, Seo Yong-bae                      | Seo Je-woo, Seo Yong-bae                      | 3:48    |
| 3. | „Bimil (Insane)” (kor. 비밀 (Insane))                                      | Seo Je-woo, Seo Yong-bae, Jung Il-hoon, Lee Min-hyuk | Seo Je-woo, Seo Yong-bae, Jung Il-hoon        | Seo Je-woo, Seo Yong-bae                      | 3:37    |
| 4. | „Imagine”                                                                  | Seo Je-woo, Seo Yong-bae, Jung Il-hoon               | Seo Je-woo, Seo Yong-bae, Jung Il-hoon        | Seo Je-woo, Seo Yong-bae                      | 3:44    |
| 5. | „Monday To Sunday”                                                         | Dru Scott, Fredrik Thomander, Jörgen Elofsson        | Dru Scott, Fredrik Thomander, Jörgen Elofsson | Dru Scott, Fredrik Thomander, Jörgen Elofsson | 3:11    |
| 6. | „Abeoji” (kor. 아버지, ang. Father)                                        | Seo Je-woo, Seo Yong-bae                             | Seo Je-woo, Seo Yong-bae                      | Seo Je-woo, Seo Yong-bae                      | 3:42    |
| 7. | „Geu Ibsuleul Ppaeseosseo” (kor. 그 입술을 뺏었어) (Instr.)                |                                                      | Seo Je-woo, Seo Yong-bae                      | Seo Je-woo, Seo Yong-bae                      | 3:48    |
| 8. | „Bimil (Insane)” (kor. 비밀 (Insane)) (Instr.)                             |                                                      | Seo Je-woo, Seo Yong-bae, Jung Il-hoon        | Seo Je-woo, Seo Yong-bae                      | 3:37    |

## Notowania
| Lista                    | Pozycja |
| ------------------------ | ------- |
| Gaon Weekly Album Chart  | 3       |
| Gaon Monthly Album Chart | 16      |
| Five Music (Tajwan)      | 9       |